# 富岡無尽
富岡無尽（とみおかむじん）は徳島県にあった金融機関。徳島大正銀行の前身である。

## 富岡無尽合資会社
創業1918年（大正7年）3月3日。旧那賀郡の14名の資産家により「富岡無尽合資会社」として那賀郡富岡町大字石塚字トノ町37番地（発起人、田淵庫太郎の私邸）に資本金3万円で設立された。その後、無尽業法による営業免許を受け、1919年（大正8年）3月29日に営業を開始する。
代表社員は富岡町の船越逸平、無限責任社員には富岡町の樫野恒太郎、沢田伊間蔵、京野忠蔵、日高喜五郎、沢田唯蔵、大松谷直吉、田淵庫太郎、中島村の薩摩藤太郎、福井村の三間知賀、桑野町の湯浅信次郎、長生町の倉橋来、中野島村の米沢弘、見能林町の土居ハマエが就任した。
営業開始時の日本経済は大戦景気のピークにあったが、すぐに戦後恐慌の大不況が始まり、全国の金融機関では取り付け騒ぎが頻発する混乱の時代に陥った。ただし、第一次産業が経済の基軸であった当地においてはその影響が遅く、創業2年目で無尽契約高460万円に達する急成長を記録し、従業員・業務数の増加に伴って、本店を那賀郡富岡町大字富岡370屋敷に移転した。当初本店のみだった店舗も1923年（大正12年）～1924年（大正13年）にかけて、三岐田出張所、日和佐代理店、中島代理店、坂野代理店、徳島代理店を順次設けている。さらに1925年（大正14年）6月15日には本店を那賀郡富岡町大字富岡字東新町87番地に新築移転している。この店舗は木造3階ガラス張りの、当時としては「超モダン」と言われる外観で、本店が徳島市へ移った後も富岡支店として1958年（昭和33年）まで営業していた。
1927年（昭和2年）、片岡直温大蔵大臣の1927年3月14日の衆議院予算委員会での「東京渡辺銀行がとうとう破綻を致しました」失言から全国の金融機関で取り付け騒ぎが発生。金融恐慌が発生した。4月に鈴木商店が倒産し、その煽りを受けた台湾銀行が休業に追い込まれた。
その後、経済状況は安定しないまま、1929年（昭和4年）、アメリカでの株価暴落を発端に世界恐慌が起こった。
国内の株価や米価格が暴落し、企業の生産縮小や倒産が起き、失業者が増大し金融市場は再び混乱した。
この際、昭和2年と同様、役員であった樫野恒太郎が私財を投じ「奇跡的に存続」（『徳島市史・第三巻』）することができた。

## 富岡無尽株式会社
1931年（昭和6年）の無尽業法の第2次改正により、無尽会社は株式会社に限定されることになった。その結果、従来の合資会社では営業が認められなくなり、1936年（昭和11年）5月24日に資本金10万円の「富岡無尽株式会社」に組織変更することになる。
設立時の株式の総数は2000株で、出資内容は樫野恒太郎、船越逸平、三間知賀がそれぞれ280株（3人がそれぞれ筆頭株主）、日高喜五郎、久米高祐、土居薫、倉橋来、沢田義衛がそれぞれ265株で、計8名が出資者であった。
なお株式会社設立時の役員は互選の結果、取締役社長に船越逸平（初代・第4代社長）、専務取締役に久米高祐、取締役に樫野恒太郎、三間知賀、土居薫、監査役に日高喜五郎、倉橋来、沢田義衛が就任した。
設立後3ヵ月後の、1936年（昭和11年）8月23日、早くも代表取締役の変更を行い、取締役社長に樫野恒太郎（1936年 - 1946年、第2代社長）、専務取締役に三間知賀（のち第3代社長）が就任した。
これは、資本増強のため、当時社長であった船越逸平が自己保有株の半分の140株の引き取りを樫野恒太郎に依頼したもので、同時に樫野へ社長就任を要請した。これにより樫野恒太郎は420株の筆頭株主となるとともに2代目社長に就任した。
1927年（昭和2年）と1929年（昭和4年）の金融恐慌時同様、1936年（昭和11年）9月の危機にも、樫野恒太郎は、樫野商店の株式15株を三和銀行に差し入れることで2万3,750円の資金を調達し、救済に充てた。
1937年（昭和12年）、日中戦争のため政府による金融機関の整理統合が始まり、翌1938年（昭和13年）の無尽業法の改正により、最低資本金が10万円に引き上げられ、払い込み額3万5千円以上が義務つけられた。そのため、全国に246社あった無尽会社のうち、116社が取り潰された。
徳島県の無尽会社は、当時全国でも下位クラスであり、その存続は極めて厳しいものであった。1936年（昭和11年）当時、徳島県内にあった無尽株式会社3社のうち、第一無尽株式会社は1940年（昭和15年）に解散し、商業無尽株式会社は1941年（昭和16年）に解散した。富岡無尽株式会社のみが残り、徳島相互銀行を経て、徳島銀行になって存続した。
戦時中の1943年（昭和18年）に大阪の資本家によって買収される寸前の窮地に陥ったが、当時、樫野恒太郎が統制会長を務めており、石炭や車両などの業界や政府との折衝が重ねられ、最終的に、再び樫野による資金の投入の結果、買収は回避され、今日の徳島大正銀行が存続することとなった。